# Ponte di pietra (Bordeaux)
Il ponte di Pietra (in francese Pont de pierre) è un ponte sul fiume Garonna a Bordeaux, che è stato costruito tra il 1810 e il 1822 su cui passano anche i tram.